# Aizpute
Aizpute er en mindre by i landsdelen Kurland i det vestlige Letland. Byen har 3.892 (2024) indbyggere og ligger i Dienvidkurzeme kommune. Den fik byrettigheder i 1378.
Aizpute ligger i Tebra-flodens dal, ca. 50 km nordøst for Kurlands største by Liepāja. Før Letlands selvstændighed i 1918 var byen også kendt på sit tyske navn Hasenpoth. Den er fødested for den lettiske komponist Peteris Vasks.

## Historie
Aizpute blev første gang nævnt i 1200-tallet. I Hanseforbundet var byen hovedsæde for Kurland bispedømme. Da rigdommen, som byen opnåede gennem medlemskabet af Hanseforbundet, begyndte at aftage, opnåede byen rigdom gennem byens havn og den nærliggende by Liepāja pga. rollen som et vigtigt handelscenter på Østersøkysten.

## Seværdigheder
Blandt seværdighederne er resterne af det gamle slot, den ældste bevarede kirke i Kurland og den nærliggende vandmølle. Aizpute ligger øst for det klassiske Kazdanga Slot.

## Venskabsby
Aizpute har siden 1992 været venskabsby med Schwerzenbach i Schweiz.

## Sønner og døtre af byen
- Eduard von Keyserling, tysk forfatter og dramatiker
- Peteris Vasks, lettiske komponist
- Martha ved Grot, sundhedpædagog
- Tatiana Barbakoff, danser